# Северный район (Новосибирская область)
Се́верный райо́н — административно-территориальная единица (район) и муниципальное образование (муниципальный район) в Новосибирской области России.
Административный центр — село Северное.

## География
Район расположен на северо-западе Новосибирской области. Граничит с Кыштовским, Венгеровским, Куйбышевским и Убинским районами Новосибирской области, а также Томской областью. По территории района протекают реки Тара и Тартас. Территория района по данным на 2008 год — 1554,8 тыс. га (самый большой район в области), в том числе сельхозугодья — 140,9 тыс. га (9,1 % всей площади).

### Климат
Климат — континентальный.
Абсолютные минимум и максимум температуры воздуха: −55 градусов Цельсия (декабрь), +39 градусов Цельсия (июль).

## История
Постановлением ВЦИК от 17.06.1929 г. из Биазинского и Ново-Троицкого районов в составе Западно-Сибирского края создан Верх-Назаровский район с центром в деревне Верх-Назарово. Постановлением ВЦИК 20.11.1930 г. район переименован в Северный, а деревня Верх-Назарово в Северную. В 1937 район был включён во вновь образованную Новосибирскую область. Указом ПВС РСФСР от 01.02.1963 г. район упразднён, территория включена в состав Куйбышевского района. Восстановлен в прежнем составе в 1965 г.
В 2018 году район вошёл в состав Барабинско-Куйбышевской агломерации.

### Достопримечательности[6]
- Государственный биологический заказник регионального значения «Северный»;
- Месторождение высокоминерализованной йодобромной борной хлоридно-натриевой воды «Сибирская волшебная» — пригодной для лечения заболеваний опорно-двигательного аппарата, сердечно-сосудистой и периферической нервной систем (заключение Томского НИИ курортологии);

#### Объекты культурного и исторического наследия
- Место битвы дружины Ермака с войсками хана Кучума (7 км от села Чебаки);
- памятник «Партизанам погибшим во время Гражданской войны» (с. Бергуль);
- памятник Сибирскому Сусанину Пешкову Ивану Степановичу (с. Ичкала);
- памятник «Расстрелянным в годы Гражданской войны» (с. Ичкала);
- Памятник на братской могиле четырём партизанам-жертвам колчаковщины (с. Верх-Красноярка);
- «Могила партизана Никулина, расстрелянного колчаковцами» (с. Остяцк);
- Памятник посвященный борьбе народа с колчаковскими бандами (с. Усть-Ургулька);
- музей имени Бажова (с. Бергуль).

## Население
| 2002    | 2009    | 2010    | 2011    | 2012    | 2013    |
| ------- | ------- | ------- | ------- | ------- | ------- |
| 11 835  | ↘10 529 | ↘10 467 | ↗10 655 | ↘10 429 | ↘10 246 |
| 2014    | 2015    | 2016    | 2017    | 2018    | 2019    |
| ↘10 056 | ↘9892   | ↘9720   | ↘9617   | ↘9459   | ↘9369   |
| 2020    | 2021    | 2024    |         |         |         |
| ↘9199   | ↘7729   | ↘7319   |         |         |         |

Самый малочисленный район области. Всё население — сельское.

## Муниципально-территориальное устройство
В муниципальный район входят 12 муниципальных образований со статусом сельских поселений.
| №  | Сельские поселения          | Административный центр | Количество населённых пунктов | Население (чел.) | Площадь (км²) |
| -- | --------------------------- | ---------------------- | ----------------------------- | ---------------- | ------------- |
| 1  | Бергульский сельсовет       | село Бергуль           | 3                             | →388             | 179,79        |
| 2  | Биазинский сельсовет        | село Биаза             | 3                             | ↘512             | 151,66        |
| 3  | Верх-Красноярский сельсовет | село Верх-Красноярка   | 6                             | ↘785             | 379,01        |
| 4  | Гражданцевский сельсовет    | село Гражданцево       | 3                             | ↘470             | 946,57        |
| 5  | Новотроицкий сельсовет      | село Новотроицк        | 4                             | →300             | 481,47        |
| 6  | Останинский сельсовет       | село Останинка         | 2                             | ↘197             | 333,64        |
| 7  | Остяцкий сельсовет          | село Остяцк            | 2                             | ↘238             | 272,24        |
| 8  | Потюкановский сельсовет     | посёлок Среднеичинский | 1                             | ↘74              | 1185,90       |
| 9  | Северный сельсовет          | село Северное          | 1                             | ↘4700            | 10220,37      |
| 10 | Фёдоровский сельсовет       | село Фёдоровка         | 2                             | ↘158             | 860,58        |
| 11 | Чебаковский сельсовет       | село Чебаки            | 2                             | ↘449             | 222,16        |
| 12 | Чувашинский сельсовет       | село Чуваши            | 3                             | ↘697             | 313,59        |

### Населённые пункты
В Северном районе 30 населённых пунктов.
| №  | Населённый пункт | Тип     | Население | Муниципальное образование   |
| -- | ---------------- | ------- | --------- | --------------------------- |
| 1  | Алексеевка       | деревня | ↘89       | Верх-Красноярский сельсовет |
| 2  | Алёшинка         | деревня | ↘60       | Чувашинский сельсовет       |
| 3  | Бергуль          | село    | ↘407      | Бергульский сельсовет       |
| 4  | Биаза            | село    | ↘519      | Биазинский сельсовет        |
| 5  | Большие Кулики   | деревня | ↘151      | Верх-Красноярский сельсовет |
| 6  | Верх-Красноярка  | село    | ↘627      | Верх-Красноярский сельсовет |
| 7  | Весёлая          | деревня | ↘107      | Биазинский сельсовет        |
| 8  | Витинск          | деревня | ↘306      | Чебаковский сельсовет       |
| 9  | Гражданцево      | село    | ↘344      | Гражданцевский сельсовет    |
| 10 | Забоевка         | деревня | ↘0        | Верх-Красноярский сельсовет |
| 11 | Ичкала           | деревня | ↘41       | Бергульский сельсовет       |
| 12 | Кордон           | посёлок | ↘117      | Биазинский сельсовет        |
| 13 | Кордон           | посёлок | ↘408      | Чувашинский сельсовет       |
| 14 | Малиновка        | деревня | ↘37       | Гражданцевский сельсовет    |
| 15 | Малокарагаевка   | деревня | →0        | Бергульский сельсовет       |
| 16 | Надеждинка       | деревня | →1        | Останинский сельсовет       |
| 17 | Новоникольское   | деревня | ↘82       | Верх-Красноярский сельсовет |
| 18 | Новопокровка     | деревня | ↗21       | Новотроицкий сельсовет      |
| 19 | Новотроицк       | село    | ↘419      | Новотроицкий сельсовет      |
| 20 | Останинка        | село    | ↘232      | Останинский сельсовет       |
| 21 | Остяцк           | село    | ↘208      | Остяцкий сельсовет          |
| 22 | Северное         | село    | ↘4700     | Северный сельсовет          |
| 23 | Среднеичинский   | посёлок | ↘74       | Потюкановский сельсовет     |
| 24 | Сургуты          | деревня | ↗9        | Фёдоровский сельсовет       |
| 25 | Ударник          | деревня | ↘209      | Гражданцевский сельсовет    |
| 26 | Ургуль           | деревня | ↘85       | Остяцкий сельсовет          |
| 27 | Усть-Ургулька    | деревня | →6        | Верх-Красноярский сельсовет |
| 28 | Фёдоровка        | село    | ↘230      | Фёдоровский сельсовет       |
| 29 | Чебаки           | село    | ↘237      | Чебаковский сельсовет       |
| 30 | Чуваши           | село    | ↗315      | Чувашинский сельсовет       |

### Упразднённые населённые пункты
Законом Новосибирской области от 31 марта 2015 года № 534-ОЗ, было упразднено и исключено из реестра населённых пунктов Новосибирской области село Потюканово Потюкановского сельсовета.
Законом Новосибирской области от 29 апреля 2015 года № 548-ОЗ, был упразднён посёлок Ивановка Чувашинского сельсовета.
Распоряжением Правительства России от 11 октября 2018 г. № 2183-р деревня Алешинский переименована в Алёшинку.
Законом Новосибирской области от 01 июля 2019 года № 383-ОЗ, были упразднены деревни Канаш и Михеевка Новотроицкого сельсовета.

## Экономика

### Промышленность
Ведётся разработка Верх-Тарского и Мало-Ичинского месторождения нефти. Главными промышленными предприятиями района являются ОАО «Новосибирскнефтегаз» и ОАО «Северноенефтегаз».

### Сельское хозяйство
На территории района 11 сельскохозяйственных производственных кооперативов, 14 фермерских хозяйств. В сельском хозяйстве занято 17 % всех работающих. Основная специализация сельскохозяйственных предприятий — производство мяса, молока и зерна.

## Транспорт
Протяжённость автомобильных дорог — 315,2 км, из них с твёрдым покрытием — 209,1 км.

## Выдающиеся жители
В ходе Великой Отечественной войны около 1500 жителей района были награждены боевыми орденами и медалями различного достоинства.

### Герои Советского Союза
- Бугаев Александр Лаврентьевич;
- Борискин Анатолий Васильевич;
- Шерстобитов Николай Трофимович.